# Aeroport de Songo
L'aeroport de Songo (codi IATA: -, codi OACI: FQSG) és un aeroport que serveix Songo, al costat de Cahora Bassa, a la província de Tete a Moçambic. la construcció de l'aeroport es va iniciar en 1971.

## Aerolínies i destinacions
Actualment no hi ha programats vols regulars.